# Champclause
Champclause ist eine französische Gemeinde mit 203 Einwohnern (Stand: 1. Januar 2022) im Département Haute-Loire in der Region Auvergne-Rhône-Alpes (vor 2016 Auvergne); sie gehört zum Arrondissement Le Puy-en-Velay und zum Kanton Mézenc.

## Geographie
Die Gemeinde Champclause liegt im Zentralmassiv, etwa 20 Kilometer ostsüdöstlich von Le Puy-en-Velay.

### Nachbargemeinden
Umgeben wird Champclause von den Nachbargemeinden Araules im Norden, Mazet-Saint-Voy im Nordosten und Osten, Fay-sur-Lignon im Südosten, Saint-Front im Süden, Montusclat im Süden und Südwesten, Saint-Julien-Chapteuil im Westen sowie Queyrières im Nordwesten.

## Bevölkerungsentwicklung
| Jahr                       | 1962 | 1968 | 1975 | 1982 | 1990 | 1999 | 2006 | 2011 | 2017 |
| Einwohner                  | 525  | 446  | 373  | 274  | 243  | 229  | 224  | 200  | 201  |
| Quellen: Cassini und INSEE |      |      |      |      |      |      |      |      |      |

## Sehenswürdigkeiten

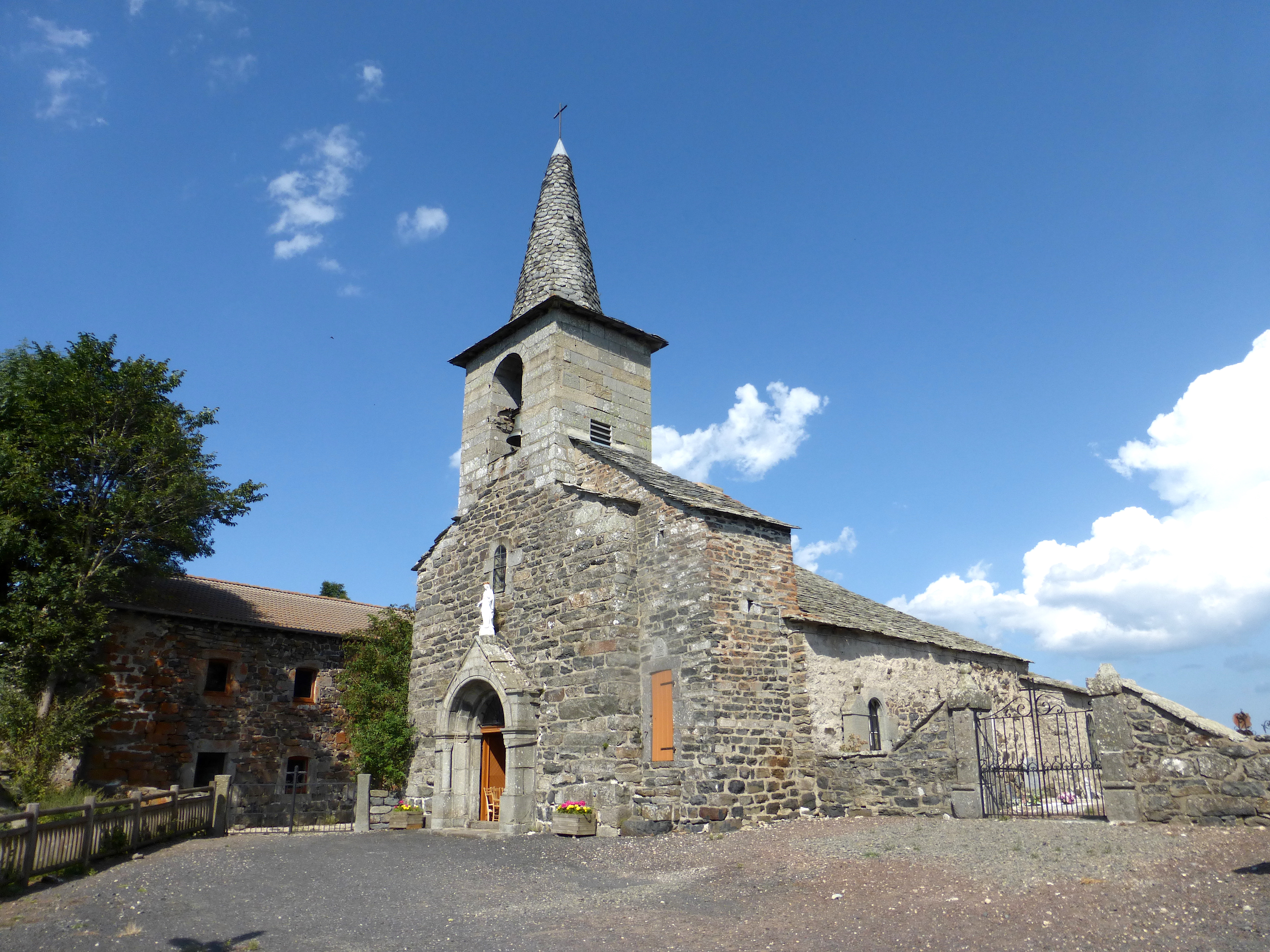
Himmelfahrtskirche in Champclause
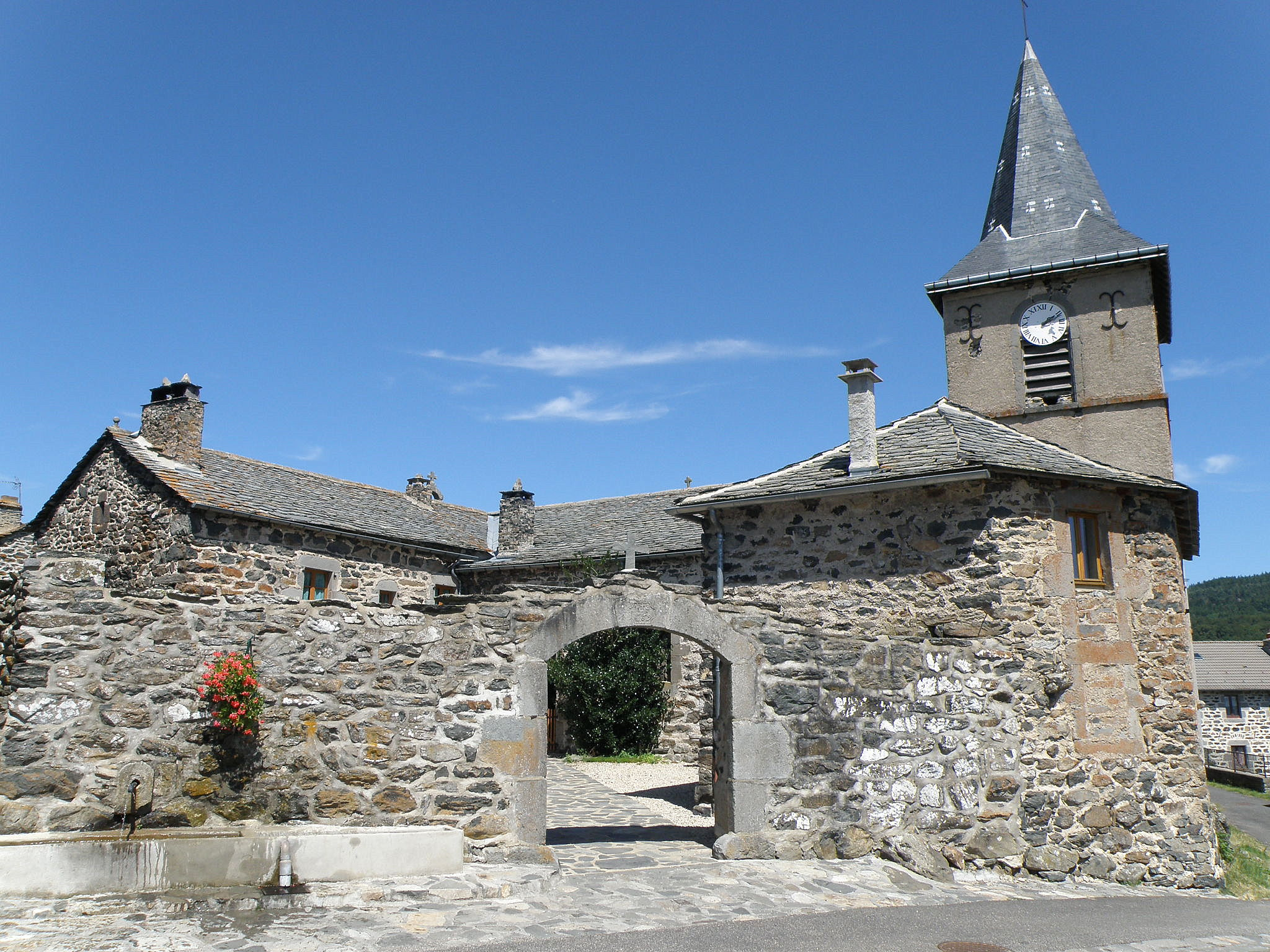
Himmelfahrtskirche in Boussoulet
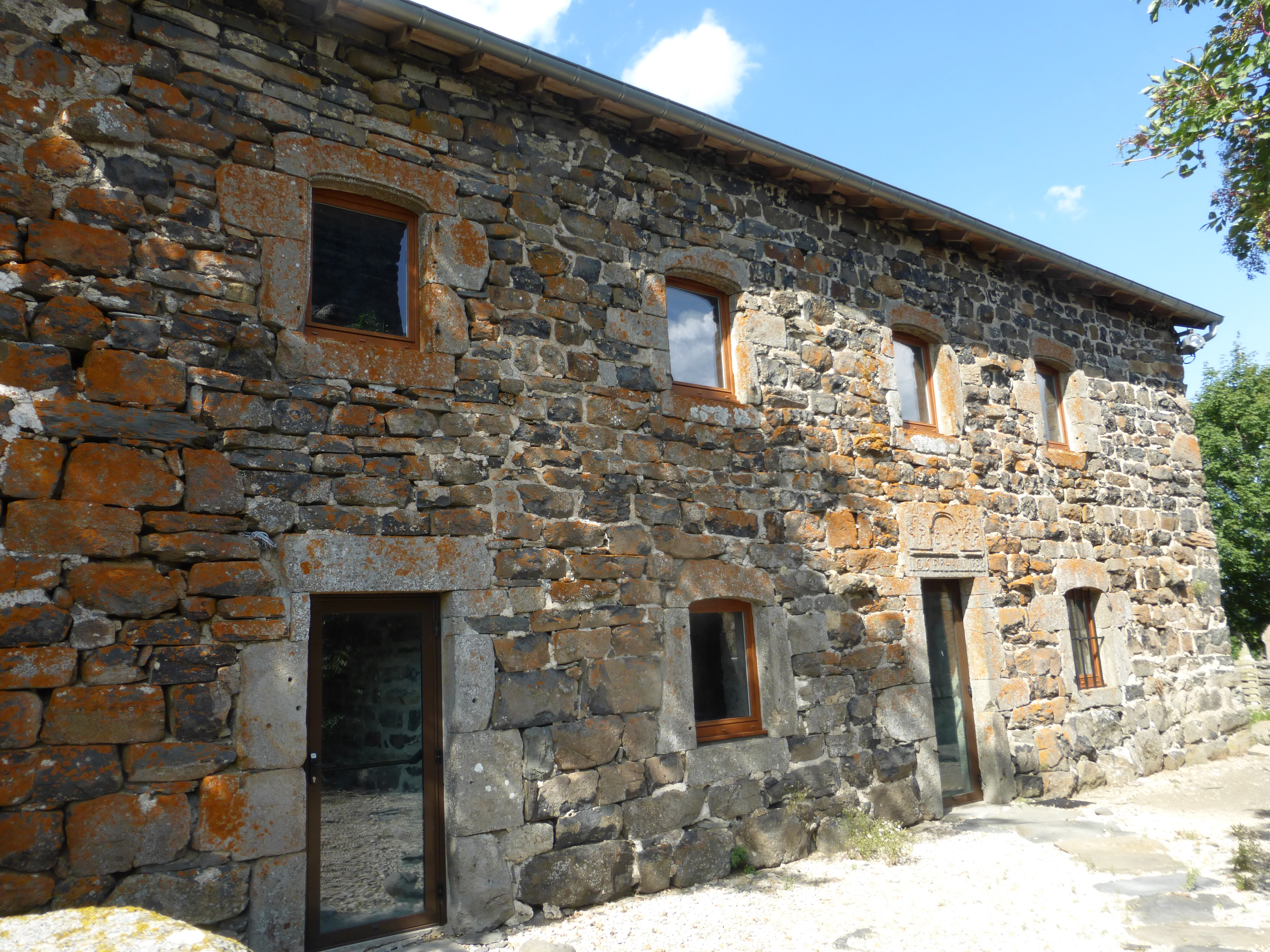
Presbyterium

- Himmelfahrtskirche in Champclause
- Himmelfahrtskirche in Boussoulet
- Presbyterium